# همه‌گیرشناسی محاسباتی
همه‌گیرشناسی محاسباتی یک زمینه‌ی میان رشته ای است که از تکنیک هایی از علوم کامپیوتر ، ریاضیات ، علوم اطلاعات جغرافیایی و بهداشت عمومی استفاده می کند تا بهتر مسائل مربوط به همه‌گیرشناسی از جمله شیوع بیماری ها یا اثربخشی سیاست‌های بهداشت عمومی را تحلیل کند. 

## مقدمه
برخلاف همه‌گیرشناسی سنتی ، همه‌گیرشناسی محاسباتی به دنبال الگوهایی در منابع اطلاعاتی بدون ساختار، مانند شبکه‌های اجتماعی است. می توان به آن به روش های تولید فرضیه که قبل از مرحله آزمودن فرضیه ها(مانند بررسی های ملی و کارآزمایی های کنترل شده تصادفی) انجام میشود نگاه کرد. در ابتدا یک مدل ریاضی بر اساس داده های موجود تهیه می‌شود که رفتار مشاهده شده از ویروس ها را توصیف می کند. سپس برای شناخت نتایج احتمالی بر اساس آن مدل شبیه سازی‌هایی بر اساس مدل مطرح شده انجام می‌شود. این شبیه سازی ها برای پیش بینی نتایج استفاده از مدل مطرح شده تولید می شوند که بر اساس آنها می توان فرضیه‌های موجود را راستی آزمایی کرد و یا پیش بینی هایی از اینده کرد که از این موارد برای برنامه ریزی سیاست‌ها و محک ها جهت کنترل شیوع بیماری مورد استفاده قرار بگیرند. 